# 天原ふおん
天原 ふおん（あまはら ふおん、女性、4月15日 - ）は日本の少女漫画家。東京都出身。1992年、真久良 ずん名義で「わたしのDear」で白泉社アテナ新人大賞佳作を受賞。『別冊花とゆめ』（白泉社）1993年11月号掲載の「クマつきの彼女」でデビュー。1994年、白泉社アテナ新人大賞デビュー優秀者賞を受賞。1995年より、天原ふおんに改名した。

## 作品リスト

### 単行本
花とゆめコミックス
- わたしの猫は王子様（全3巻、1996年 - 1997年刊）
  - 第1巻併録：こどもの祭り日
  - 第3巻併録：クマつきの彼女
- ミストルティンの魔法（全2巻、1997年刊）
  - 第1巻併録：わたしはドラゴンのペット
- ゆめくいダンジョン（全1巻、1998年刊）
- カタリアツメベ探訪談（全2巻、1998年 - 2000年刊）
- キミはボクらの太陽だ -天原ふおん短編集- （短編集、2000年刊）
  - 収録作品：キミはボクらの太陽だ / キミはボクらの太陽だ2 / 月黄泉童子 / ハッピーラッキーマイスター!
- 献血ラッシュ（全3巻、2002年 - 2003年刊）
- はちみつペアグラス（全1巻、2004年刊）
- 天使のドッペルゲンガー（全1巻、2004年刊）
- ラブラブしっぽ図鑑（全1巻、2004年刊）
  - 併録：ひとり半暮らし
- みらい渾天儀（全1巻、2005年刊）
- ないしょのラッキードール（全1巻、2006年刊）

### 単行本未収録作品

#### 真久良ずん名義
- わたしのDear（花とゆめプラネット増刊 1993年5/1号）
- フリーハンドで地図を描こう（別冊花とゆめ 1994年3月号）
- はばたくことり（別冊花とゆめ 1994年7月号）
- 天使の名前（別冊花とゆめ 1994年12月号）

#### 天原ふおん名義
- 冬の日記帳（花とゆめ 1999年3号）
- 夏に生まれたもうひとり（ザ花とゆめ 1999年10/1号）
- まぼろしの海（ザ花とゆめ 2000年10/1号）
- 姉弟記念日（ザ花とゆめ 2001年2/1号）
- デンドリック*クォーツ（別冊花とゆめ 2005年5月号、別冊花とゆめ 2005年7月号）
- ミミネコ!!（別冊花とゆめ 2006年5月号）
- きみはオサカナ（別冊花とゆめ 2006年7月号）
- びょーきな私（シルキースペシャル 2006年9月号）
- ラブラブしっぽ日和（別冊花とゆめ 2006年9月号 - 2009年2月号）
- ふかふかミックス（別冊花とゆめ 2009年5月号 - 2010年1月号）